# Видима-Раковскі
«Видима-Раковскі» (болг. ПФК Видима-Раковски Севлиево) — болгарський футбольний клуб з міста Севлієва. Домашньою ареною клубу був стадіон «Раковскі», який вміщує 8 816 глядачів.
Клуб був заснований 19 грудня 1922 року під назвою «Раковскі» і грав у нижчих дивізіонах болгарської футбольної ліги до 2003 року, коли вперше вийшов у вищий дивізіон. До 2012 року клуб провів 5 сезонів у еліті, а 2015 року був розформований через фінансові проблеми.

## Хронологія назв
- «Раковскі» (29.02.1922 — 1943)
- «Стефан Пешев-Раковскі» (1943—1944)
- «Росиця» (1947—1957)
- «Раковскі» (1957—1958)
- «Стоян Бачваров» (1958—1959)
- «Раковскі» (1959—1980)
- «Росиця» (1980—1990)
- «Раковскі» (1990—1997)
- «Видима-Раковскі» (1997—2015)

## Історія
Клуб був заснований 29 грудня 1922 року як футбольний клуб «Раковскі» групою любителів футболу Асоціації туризму Росиці. Після утворення Іван Цочев, Борис Попіванов та Серафім Ганушев стали відповідно президентом, секретарем та управителем. Брати Сокурови, які грали в команді, вирішили назвати його «Раковскі» на честь болгарського національного героя Георгія Сави Раковського. Вони зіграли свою першу гру проти ФК «Вікторія» з Велико-Тирново, яка завершилась нічиєю 1:1.
З 1943 по вересень 1944 року клуб грав під назвою «Стефан Пешев-Раковський» (після злиття із клубом «Стефан Пешев»).
Після Другої світової війни і встановлення комуністичної влади, в Болгарії стали створюватися спортивні товариства галузевих профспілок і 15 лютого 1947 року клуб став частиною новоствореного спортивного товариства «Росиця», яке об'єднувало всі спортивні організації міста, включаючи туристів, велосипедистів та мотоциклістів.
Паралельно існувало кілька відомчих добровільних спортивних організацій, найвідоміша з яких — «Червоний прапор» (болг. ДСО Червено знаме). У 1957 році вони були об'єднані в єдину команду ДФС «Раковскі». Також протягом сезону 1958/59 клуб недовго носив назву міського заводу «Стоян Бачваров» (нині «Идеал Стандарт — Видима AD»).
Через два роки клуб було включено до третього дивізіону, а у 1968 році він вперше в історії вийшов до Групи Б, другого дивізіону болгарського футболу.

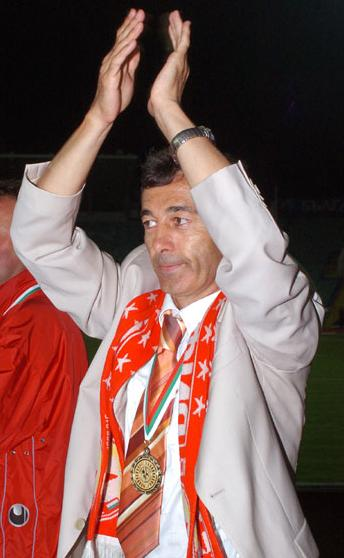
Пламен Марков привів «Видиму» до історичного виходу в елітний дивізіон у 2003 році.

У 1980 році клуб був перейменований у ДФС «Росиця», а з 1985 року просто ФК «Росиця». У 1990 році клуб відновив своє історичне ім'я — «Раковскі», а з 1997 року став носити назву «Видима-Раковскі» (після злиття з клубом «Видима», заснованим в 1993 році). У наступному сезоні 1998/99 років команда виграла Кубок аматорської болгарської ліги.
У сезоні 2002/03 під керівництвом Пламена Маркова клуб зайняв третє місце у другому дивізіоні і вперше в історії вийшов у Групу А, найвищий дивізіон країни. Герасим Заков забив дебютний перший м'яч команди у вищій лізі в грі проти софійського «Локомотива» (3:3). Загалом перший сезон 2003/04 клубу закінчив на хорошому 12-му місці. У тому ж сезоні «Видима-Раковскі» провів найкращий Кубок Болгарії, обігравши «Камено» та «Беласицю» (Петрич), перш ніж програв «Локомотиву» (Софія) у чвертьфіналі. У наступному сезоні 2004/05 клуб виграв лише дев'ять ігор і покинув вищий дивізіон.
У сезоні 2006/07 років «Видима-Раковскі» фінішував 2-м у Групі Б та зумів взяти участь у плей-оф за просування до вищого дивізіону. 2 червня 2007 року клуб виграв плей-оф у «Нафтекса» (Бургас) з рахунком 1-0 і вдруге в історії вийшов у вищий дивізіон. Однак наступного року зайнявши 15 місце клуб знову покинув еліту.
У сезоні 2009/10 клуб втретє у сезоні вийшов до вищого дивізіону, вигравши західний дивізіон Групи Б. У наступному сезоні вони зайняли 14-е місце в Групі А та потрапили в плей-оф на «Спортіст» (Своге), який вони пройшли по пенальті і зберегли прописку в еліті. У сезоні 2011/12 «Видима-Раковскі» знову фінішував на 14-му місці, вигравши лише 3 з 30-ти матчів і понизився у класі.
У 2015 році клуб було розпущено через фінансові проблеми, але в Севлиєво був заснований новий клуб під назвою ФК «Севлиєво».

## Стадіон
Домашньою ареною клубу був стадіон «Раковскі» в Севлієво. Стадіон має місткість 8 816 глядачів, і він був відкритий у 1958 році. Він був реконструйований у 2001 році, коли були встановлені пластикові сидіння та нове табло.

## Досягнення
Група A:
- Найкращий результат. 12 місце (2003/04)

Група Б
- Чемпіон (1): 2009/10

Кубок Болгарії:
- Чвертьфінал: 2003/04
- Кубок аматорської ліги: 1998/99

## Відомі гравці
- Борислав Стойчев
- Іван Тодоров
- Пол Ададо